# 1971 في الولايات المتحدة
فيما يلي قوائم الأحداث التي وقعت خلال عام 1971 في الولايات المتحدة.

## أحداث
- 6 يونيو – تصادم جبال سان غابرييل الجوي
- 4 سبتمبر – خطوط آلاسكا الجوية الرحلة 1866
- 30 يوليو – بان أم رحلة 845

## سياسة

### تعيين في المنصب
- 3 يناير – بيل بروك عضو مجلس الشيوخ الأمريكي.
- 3 يناير – جيمس باكلي عضو مجلس الشيوخ الأمريكي.
- 3 يناير – روبرت تافت الابن عضو مجلس الشيوخ الأمريكي.
- 3 يناير – لويد بنتسن عضو مجلس الشيوخ الأمريكي.
- 3 يناير – هيوبرت همفري عضو مجلس الشيوخ الأمريكي.
- 4 يناير – جيري براون Secretary of State of California [الإنجليزية]‏.
- 4 يناير – مايك أوكالاهان حاكم نيفادا  [لغات أخرى]‏.
- 4 يناير – هاري ريد نائب حاكم نيفادا [الإنجليزية]‏.
- 11 يناير – ماكس كليلاند عضو مجلس ولاية جورجيا.
- 12 يناير – جيمي كارتر حاكم جورجيا [الإنجليزية]‏.
- 12 يناير – دايل بمبرز حاكم أركنساس  [لغات أخرى]‏.
- 18 يناير – جورج والاس حاكم ألاباما [الإنجليزية]‏.
- 19 يناير – ميلتون جيرولد شاب حاكم ولاية بنسلفانيا [الإنجليزية]‏.
- 11 فبراير – جون كونالي وزير الخزانة الأمريكي.
- 23 مارس – والتر فونتروي عضو مجلس النواب الأمريكي.
- 2 نوفمبر – جون هاينز عضو مجلس النواب الأمريكي.

### انتهاء فترة المنصب
- 1 يناير – بول ساربانس عضو مجلس النواب لولاية ماريلند.
- 1 يناير – تشارلز ويلسون عضو مجلس ولاية تكساس.
- 1 يناير – يوجين مكارثي عضو مجلس الشيوخ الأمريكي.
- 2 يناير – جورج مورفي عضو مجلس الشيوخ الأمريكي.
- 3 يناير – الارد كينيث وينشتاين عضو مجلس النواب الأمريكي.
- 3 يناير – جورج بوش الأب عضو مجلس النواب الأمريكي.
- 3 يناير – روبرت تافت الابن عضو مجلس النواب الأمريكي.
- 3 يناير – سبيسرد ليندساي هولند عضو مجلس الشيوخ الأمريكي.
- 6 يناير – جوزيف إ. برينان عضو مجلس نواب مين.
- 21 يناير – ريتشارد راسيل عضو مجلس الشيوخ الأمريكي.
- 10 فبراير – ديفيد كينيدي وزير الخزانة الأمريكي.
- 15 ديسمبر – جورج فوينوفيتش عضو مجلس نواب أوهايو.

## رياضة
- 1 يناير – أمريكا المفتوحة 1971
- 3 أكتوبر – جائزة الولايات المتحدة الكبرى 1971 الفائز François Cevert [الإنجليزية]‏.

## ظهور
- 1 يناير – دبليو
- 1 يناير – صقور

## أفلام
من الأفلام التي صدرت هذه السنة في الولايات المتحدة:
- 1 يناير – الضوء في إحاطة العالم من إخراج كيفن بيلينغتون.
- 1 يناير – المخلوق العجيب ذو الرأسين
- 1 يناير – المشفى من إخراج آرثر هيلر.
- 1 يناير – جيك الكبير من إخراج جورج شيرمان.
- 1 يناير – شافت من إخراج جوردون باركس.
- 1 يناير – صيف 42 من إخراج روبرت موليغان.
- 1 يناير – كلوت من إخراج آلان باكولا [الإنجليزية]‏.
- 1 يناير – هاري القذر من إخراج دون سيغل.
- 1 يناير – ويلي ونكا ومصنع الشيكولاتة من إخراج ميل ستيوارت (مخرج).
- 3 أكتوبر – آخر عرض صور من إخراج بيتر بوغدانوفيتش.
- 7 أكتوبر – الرابط الفرنسي من إخراج ويليام فريدكن.
- 16 ديسمبر – قصة حب من إخراج آرثر هيلر.
- 19 ديسمبر – برتقالة آلية من إخراج ستانلي كوبريك.

## برامج ومسلسلات وأنمي
- عالم آخر
- بيويتشد
- بونانزا
- ذا فيرجينيان
- كولمبو
- دارك شادوز
- حي السيد روجرز
- أز ذا وورلد تيرنز
- سامرسيت
- غان سموك
- هاواي فايف أو
- غايدنغ لايت

## كتب
من الكتب التي صدرت هذه السنة في الولايات المتحدة:
- 1 يناير – طارد الأرواح من تأليف ويليام بيتر بلاتي.
- 1 يناير – نظام غذائي لكوكب صغير من تأليف فرانسيس مور لابيه [الإنجليزية]‏.
- 1 يناير – نظرية في العدالة من تأليف جون رولس.

## مواليد

### يناير
- 1 يناير – بريدجيت بيتيس
- 1 يناير – تود هوارد
- 1 يناير – روب نابورز
- 1 يناير – رون ديرمر
- 1 يناير – سكوت كاوثون
- 1 يناير – كانديس كاين
- 1 يناير – كريس وليامز
- 1 يناير – مايكل مالون
- 1 يناير – وليد زعيتر ممثل من الولايات المتحدة الأمريكية.
- 2 يناير – تاي ديغز ممثل أمريكي.
- 2 يناير – ليزا هاريسون لاعبة كرة سلة أمريكية.
- 7 يناير – جيرمي رينر ممثل أمريكي.
- 8 يناير – بروك لي
- 9 يناير – آرون سوينسون لاعب كرة سلة أمريكي.
- 9 يناير – أنجي مارتينيز
- 11 يناير – كونراد مكراي لاعب كرة سلة أمريكي.
- 11 يناير – ماري جي بلايج
- 12 يناير – سكوت بوريل لاعب كرة سلة أمريكي.
- 12 يناير – فيرنون فورست ملاكم من الولايات المتحدة الأمريكية.
- 12 يناير – كارلوس غرينا
- 13 يناير – جون مالوري آشر ممثل ومخرج أمريكي.
- 15 يناير – ريجينا كينج
- 17 يناير – كيد روك موسيقي أمريكي.
- 18 يناير – جوناثان ديفيس
- 20 يناير – لورينزو أور
- 21 يناير – دوغ إدواردز لاعب كرة سلة أمريكي.
- 25 يناير – أنا أورتيز
- 27 يناير – ليل جون
- 28 يناير – فريد فينسون
- 31 يناير – جورج إيفانز لاعب كرة سلة أمريكي.

### فبراير
- 1 فبراير – مايكل ك. هول ممثل أمريكي.
- 1 فبراير – هايندين والش ممثلة أمريكية.
- 4 فبراير – إدوارد كتسس كاتب سيناريو أمريكي.
- 4 فبراير – روب كوردري
- 4 فبراير – مايكل أيه غورجيان ممثل ومخرج أمريكي.
- 6 فبراير – بريان ستيبانيك ممثل أمريكي.
- 6 فبراير – كارلوس روجرز لاعب كرة سلة أمريكي.
- 7 فبراير – كيفن تومسون لاعب كرة سلة أمريكي.
- 10 فبراير – ليزا ماري فارون
- 10 فبراير – مارتي نوثستين
- 11 فبراير – دارنيل مي لاعب كرة سلة من الولايات المتحدة الأمريكية.
- 14 فبراير – أنغيلا روبنسون
- 14 فبراير – بيج دادي في مصارع محترف من الولايات المتحدة الأمريكية.
- 14 فبراير – تومي دريمر مصارع محترف من الولايات المتحدة الأمريكية.
- 15 فبراير – رينيه أوكونور
- 17 فبراير – دنيس ريتشاردز
- 19 فبراير – جيف كيني مؤلف أمريكي.
- 19 فبراير – جيف وبستر لاعب كرة سلة أمريكي.
- 22 فبراير – ليزا فرنانديز لاعبة كرة لينة من الولايات المتحدة الأمريكية.
- 23 فبراير – جو-ماكس مور لاعب كرة قدم أمريكي.
- 24 فبراير – جيليان فلين
- 24 فبراير – ديون توماس لاعب كرة سلة أمريكي.
- 25 فبراير – شون أستين
- 25 فبراير – كسكاد
- 25 فبراير – نيلسون ديبا ملاكم من الولايات المتحدة الأمريكية.
- 26 فبراير – إيريكاه بادو
- 27 فبراير – تشارلز بيكر ممثل أمريكي.

### مارس
- 1 مارس – ألن جونسون منافِس ألعاب قوى من الولايات المتحدة الأمريكية.
- 1 مارس – تايلر هاميلتون درّاج طريق من الولايات المتحدة الأمريكية.
- 2 مارس – أمبير سميث
- 3 مارس – أليكس ريتشل لاعب كرة مضرب أمريكي.
- 5 مارس – بيمان المعادي
- 5 مارس – يوري لوينثال
- 6 مارس – داريك مارتن لاعب كرة سلة أمريكي.
- 7 مارس – بيتر سارسجارد ممثل أمريكي.
- 7 مارس – دومينغو أرويو الإبن
- 10 مارس – جون هام
- 11 مارس – جونى نوكسفيل
- 12 مارس – أيزيا رايدر لاعب كرة سلة من الولايات المتحدة الأمريكية.
- 13 مارس – أدينا بورتر ممثلة أمريكية.
- 13 مارس – أنابيث غيش ممثلة أمريكية.
- 15 مارس – كريس باتون
- 16 مارس – ألن توديك
- 17 مارس – كاترينا كوليتون لاعبة كرة سلة أمريكية.
- 20 مارس – ألكسندر شابلن ممثل أمريكي.
- 22 مارس – كيغان-مايكل كي ممثل أمريكي.
- 22 مارس – ويل يان لي ممثل أمريكي.
- 23 مارس – كارين مكدوجال
- 25 مارس – جيرالد لويس
- 25 مارس – شيريل سووبيس
- 28 مارس – ويسلي برسون لاعب كرة سلة أمريكي.
- 30 مارس – ماري هولدن درّاجة طريق من الولايات المتحدة الأمريكية.
- 31 مارس – كريغ مكراكين

### أبريل
- 1 أبريل – جيسيكا كولينز
- 2 أبريل – جوش فينمان ممثل أمريكي.
- 3 أبريل – جوناثان ستارك لاعب كرة مضرب من الولايات المتحدة الأمريكية.
- 3 أبريل – لوغان فاندر فيلدين لاعب كرة سلة أمريكي.
- 5 أبريل – كريستا ألين
- 7 أبريل – جينيفر سميث ممثلة أمريكية.
- 10 أبريل – نانا سميث لاعبة كرة مضرب يابانية.
- 12 أبريل – شانين دوهيرتي
- 12 أبريل – نيكولاس بريندون
- 13 أبريل – أليكساندرا أدي ممثلة أمريكية.
- 13 أبريل – بو أوتلو لاعب كرة سلة أمريكي.
- 14 أبريل – تيم أوستن ملاكم من الولايات المتحدة الأمريكية.
- 15 أبريل – أندي دالي
- 16 أبريل – بيتر بيلينغسلي ممثل ومخرج أمريكي.
- 16 أبريل – سيلينا
- 20 أبريل – ألان هيوستن لاعب كرة سلة من الولايات المتحدة الأمريكية.
- 20 أبريل – برودي هوتزلر ممثل أمريكي.
- 22 أبريل – أنور العولقي
- 22 أبريل – إريك مابوس
- 23 أبريل – تشاك آدامز لاعب كرة مضرب أمريكي.
- 23 أبريل – دي. بي. وايس مؤلف أمريكي.
- 28 أبريل – بريدجيت مويناهان
- 28 أبريل – سيمبي كالي ممثلة أمريكية.
- 28 أبريل – ميريديث ماكغراث لاعبة كرة مضرب من الولايات المتحدة.
- 29 أبريل – داربي ستانشفيلد ممثلة أمريكية.
- 30 أبريل – أنتوني فوكس سياسي أمريكي.
- 30 أبريل – بي جاي تيلر لاعب كرة سلة أمريكي.

### مايو
- 1 مايو – ترافيس سيمس ملاكم من الولايات المتحدة الأمريكية.
- 2 مايو – بز كالكينز
- 5 مايو – هارولد مينر لاعب كرة سلة أمريكي.
- 8 مايو – تشاك هيوبر
- 10 مايو – لسلي ستفنسون ممثلة أمريكية.
- 12 مايو – جيمي لونر ممثلة أمريكية.
- 14 مايو – صوفيا كوبولا
- 14 مايو – مايك سوربر
- 15 مايو – سام ترامل ممثل أمريكي.
- 18 مايو – أداماري لوبيز
- 18 مايو – براد فريدل
- 18 مايو – كليف كوسر ملاكم من الولايات المتحدة الأمريكية.
- 20 مايو – توني ستيوارت
- 25 مايو – تيم جونز سياسي أمريكي.
- 25 مايو – جوستين هنري
- 25 مايو – هاربر ويليامز لاعب كرة سلة من الولايات المتحدة الأمريكية.
- 26 مايو – كريغ روجرز
- 26 مايو – مات ستون
- 26 مايو – مونتي باريت ملاكم من الولايات المتحدة الأمريكية.
- 27 مايو – كوري بيك لاعب كرة سلة أمريكي.
- 27 مايو – ليزا لوبيز
- 28 مايو – تود كاوثورن لاعب كرة سلة أمريكي.
- 28 مايو – ماركو روبيو سياسي أمريكي.
- 29 مايو – لانس ويتيكر ملاكم من الولايات المتحدة الأمريكية.
- 30 مايو – إيدينا مينزيل
- 30 مايو – جون روس باوي
- 31 مايو – فيلكس خافيير بيريز لاعب كرة سلة بورتوريكي.

### يونيو
- 1 يونيو – توني سانيه لاعب كرة قدم أمريكي.
- 4 يونيو – نوح وايلي
- 5 يونيو – مارك والبيرغ ممثل ومنتج أمريكي.
- 8 يونيو – مارك فيورستين ممثل أمريكي.
- 10 يونيو – بوبي جندال سياسي أمريكي.
- 12 يونيو – مارك هنري
- 14 يونيو – بروس بوين لاعب كرة سلة أمريكي.
- 15 يونيو – برنت سكوت
- 15 يونيو – تشوك بلومبو مصارع محترف من الولايات المتحدة الأمريكية.
- 15 يونيو – جيك بوسي
- 16 يونيو – توباك شاكور مغني راب.
- 20 يونيو – جوش لوكاس ممثل أمريكي.
- 20 يونيو – رودني روجرز لاعب كرة سلة أمريكي.
- 22 يونيو – ماري لين راجسكوب ممثلة أمريكية.
- 25 يونيو – أنجيلا كينزي ممثلة أمريكية.
- 25 يونيو – جايسون لويس ممثل أمريكي.
- 26 يونيو – كريغ توماس
- 28 يونيو – بوبي هيرلي
- 30 يونيو – مونيكا بوتر ممثلة أمريكية.

### يوليو
- 1 يوليو – جوليان نيكلسون
- 1 يوليو – ميسي إيليوت موسيقية أمريكية.
- 1 يوليو – ميليسا بيترمان ممثلة أمريكية.
- 2 ديسمبر – يوليوس فوجل ملاكم من الولايات المتحدة الأمريكية.
- 2 يوليو – جاريد بالمر لاعب كرة مضرب من الولايات المتحدة.
- 2 يوليو – جينيفر لي
- 5 يوليو – دونا فابر لاعبة كرة مضرب من الولايات المتحدة.
- 7 يوليو – كريستيان كامارغو ممثل أمريكي.
- 9 يوليو – سكوت جرايمز
- 9 يوليو – مارك آندرسن رجل أعمال أمريكي.
- 10 يوليو – ألبرتو كروز لاعب كرة قدم من الولايات المتحدة الأمريكية.
- 12 يوليو – إيلي جودمان ممثل أمريكي.
- 12 يوليو – كريستي ياماغوتشي
- 14 يوليو – بوبا راي دادلي مصارع محترف من الولايات المتحدة الأمريكية.
- 16 يوليو – كوري فيلدمان ممثل أمريكي.
- 17 يوليو – كالبرت تشيني لاعب كرة سلة أمريكي.
- 18 يوليو – بيني هارداواي لاعب كرة سلة من الولايات المتحدة الأمريكية.
- 20 يوليو – تشارلز جونسون
- 22 يوليو – كريستين ليلي لاعبة كرة قدم أمريكية.
- 23 يوليو – أليسون كروس
- 24 يوليو – باتي جنكينز مخرج أفلام أمريكي.
- 25 يوليو – تريسي موراي لاعب كرة سلة أمريكي.
- 29 أكتوبر – دانييل يوليوس بيرنشتاين رياضياتي أمريكي.
- 29 يوليو – شرون ميلز لاعب كرة سلة أمريكي.
- 30 يوليو – كريستين تايلور

### أغسطس
- 1 أغسطس – جورج ت. ألكسندر جندي من الولايات المتحدة الأمريكية.
- 4 أغسطس – جيف غوردون
- 8 أغسطس – جيرفون سكيلز لاعب كرة سلة من الولايات المتحدة الأمريكية.
- 8 أغسطس – دواين مورتون لاعب كرة سلة أمريكي.
- 9 أغسطس – نيكي زايرنغ
- 10 أغسطس – جستن ثيرو
- 12 أغسطس – إيفيت نيكول براون ممثلة أمريكية.
- 12 أغسطس – بيت سامبراس لاعب كرة مضرب من الولايات المتحدة.
- 12 أغسطس – مايكل إيان بلاك
- 13 أغسطس – مارك جونسون ملاكم من الولايات المتحدة الأمريكية.
- 14 أغسطس – سكوت مايكل كامبل ممثل أمريكي.
- 21 أغسطس – غريغ كرومر ممثل أمريكي.
- 22 أغسطس – ريك يون ممثل أمريكي.
- 22 أغسطس – فرانك بينيا ملاكم من الولايات المتحدة الأمريكية.
- 24 أغسطس – إيفرز بيرنز لاعب كرة سلة أمريكي.
- 25 أغسطس – كراش هولي مصارع محترف من الولايات المتحدة الأمريكية.
- 26 أغسطس – كيفن رانكين لاعب كرة سلة تركي.
- 28 أغسطس – بيل إدواردز لاعب كرة سلة أمريكي.
- 28 أغسطس – جانيت إيفانز سبّاحة من الولايات المتحدة الأمريكية.
- 29 أغسطس – كارلا جوجينو ممثلة أمريكية.
- 30 أغسطس – كي ميجان مكارثر
- 31 أغسطس – كريس تاكر

### سبتمبر
- 2 سبتمبر – شاونا ساند
- 3 سبتمبر – إد ستوكس لاعب كرة سلة أمريكي.
- 4 سبتمبر – كيرا سالاك
- 6 سبتمبر – أنتوني جولدوير لاعب كرة سلة أمريكي.
- 6 سبتمبر – برايان لوبيز درّاج طريق من الولايات المتحدة الأمريكية.
- 7 سبتمبر – شين موسلي ملاكم من الولايات المتحدة الأمريكية.
- 8 سبتمبر – بروك بورك
- 8 سبتمبر – ديفيد أركيت
- 9 سبتمبر – أريك ستونستريت
- 9 سبتمبر – هنري توماس
- 14 سبتمبر – كيمبرلي ويليامز بيزلي
- 15 سبتمبر – جوش تشارلز ممثل أمريكي.
- 16 سبتمبر – آيمي بولر ممثلة أمريكية.
- 17 سبتمبر – نيت بيركوس مقدم تلفزيوني من الولايات المتحدة الأمريكية.
- 18 سبتمبر – جادا بينكيت سميث
- 18 سبتمبر – غريغ مينور لاعب كرة سلة أمريكي.
- 18 سبتمبر – لانس آرمسترونج
- 19 سبتمبر – سانا لاثان
- 20 سبتمبر – اندري باريك مصور سينمائي أمريكي.
- 21 سبتمبر – ألفونسو ريبيرو ممثل أمريكي.
- 21 سبتمبر – لوك ويلسن ممثل أمريكي.
- 22 سبتمبر – لوثر رايت لاعب كرة سلة أمريكي.
- 22 سبتمبر – لوثر رينز
- 22 سبتمبر – لورانس جيليارد جونيور ممثل أمريكي.
- 23 سبتمبر – إريك مونتروس لاعب كرة سلة أمريكي.
- 23 سبتمبر – شون سبايسر
- 23 سبتمبر – كونزو مارتن
- 24 سبتمبر – ميخائيل إنجل
- 29 سبتمبر – تانوكا بيرد لاعب كرة سلة أمريكي.
- 30 سبتمبر – جينا إلفمان

### أكتوبر
- 2 أكتوبر – آرون ويليامز
- 2 أكتوبر – تيفاني مغنية أمريكية.
- 3 أكتوبر – كيفن ريتشاردسون
- 4 أكتوبر – بي تي موسيقي أمريكي.
- 5 أكتوبر – كريس ويتني لاعب كرة سلة أمريكي.
- 8 أكتوبر – غاري كولير
- 8 أكتوبر – مونتي ويليامز
- 9 أكتوبر – ستيف وودبيري
- 13 أكتوبر – كيرا ريد
- 17 أكتوبر – مارتن هاينريش سياسي من الولايات المتحدة الأمريكية.
- 18 أكتوبر – توني تومسون ملاكم من الولايات المتحدة الأمريكية.
- 20 أكتوبر – إدي جونز لاعب كرة سلة أمريكي.
- 20 أكتوبر – سنوب دوغ
- 20 أكتوبر – كيمبرلي بو لاعبة كرة مضرب من الولايات المتحدة.
- 20 أكتوبر – كينيث تشوي ممثل أمريكي.
- 21 أكتوبر – دامون بيلي
- 22 أكتوبر – أنتوني ميلر لاعب كرة سلة أمريكي.
- 24 أكتوبر – صوفيا سمتر كاتبة خيال علمي من الولايات المتحدة الأمريكية.
- 24 أكتوبر – كابريس بوريت ممثلة أمريكية.
- 25 أكتوبر – كريغ روبنسون
- 26 أكتوبر – أنتوني راب ممثل أمريكي.
- 28 أكتوبر – جون كوكر لاعب كرة سلة أمريكي.
- 29 أكتوبر – دانييل يوليوس بيرنشتاين رياضياتي أمريكي.
- 29 أكتوبر – وينونا رايدر ممثلة أمريكية.
- 31 أكتوبر – ألفونسو فورد
- 31 أكتوبر – أنطونيو كروز درّاج طريق من الولايات المتحدة الأمريكية.

### نوفمبر
- 2 نوفمبر – آلي كوندي روائية أمريكية.
- 3 نوفمبر – دارين هانكوك لاعب كرة سلة أمريكي.
- 5 نوفمبر – كورين نيميك ممثل أمريكي.
- 9 نوفمبر – جيسون أنتون
- 10 نوفمبر – والتون جوجينز ممثل أمريكي.
- 11 نوفمبر – ديفيد ديلويز ممثل أمريكي.
- 17 نوفمبر – ديفيد رمزي ممثل أمريكي.
- 18 نوفمبر – كارل ديسيروث
- 19 نوفمبر – بوبي جوليك درّاج طريق من الولايات المتحدة الأمريكية.
- 23 نوفمبر – أشرف أمايا لاعب كرة سلة أمريكي.
- 23 نوفمبر – فين بيكر
- 23 نوفمبر – كريس هاردويك
- 25 نوفمبر – كريستينا أبلغيت ممثلة أمريكية.
- 26 نوفمبر – وينكي رايت ملاكم من الولايات المتحدة الأمريكية.
- 27 نوفمبر – كرك آسيفيدو ممثل أمريكي.
- 27 نوفمبر – نيك فان إكسل لاعب كرة سلة أمريكي.
- 29 نوفمبر – جينا لي نولين
- 30 نوفمبر – أليك روس كاتب من الولايات المتحدة الأمريكية.
- 30 نوفمبر – إيفان رودريغيز لاعب كرة قاعدة من الولايات المتحدة الأمريكية.

### ديسمبر
- 2 ديسمبر – يوليوس فوجل ملاكم من الولايات المتحدة الأمريكية.
- 3 ديسمبر – أسكيا جونز لاعب كرة سلة أمريكي.
- 4 ديسمبر – شانون بريغز
- 6 ديسمبر – راين وايت
- 6 ديسمبر – مات مالوني لاعب كرة سلة أمريكي.
- 9 ديسمبر – نيك هيسنج
- 14 ديسمبر – ميكايلا واتكينز ممثلة أمريكية.
- 15 ديسمبر – كلينت لووري موسيقي أمريكي.
- 17 ديسمبر – نيكي مكري
- 21 ديسمبر – نتالي غرانت مغنية من الولايات المتحدة الأمريكية.
- 24 ديسمبر – ريكي مارتن مغني بوب بورتوريكي.
- 26 ديسمبر – جاريد ليتو
- 29 ديسمبر – علي أبو نعمة صحفي أمريكي.
- 29 ديسمبر – مايك بودنهولزر
- 31 ديسمبر – برنت باري لاعب كرة سلة أمريكي.

## وفيات

### يناير
- 1 يناير – فيكتوريا هاتسون هنتلي (مواليد 1900) فنانة أمريكية.
- 11 يناير – أولا بيريرا رايس (مواليد 1902) رسامة من الولايات المتحدة الأمريكية.
- 15 يناير – جون دول (مواليد 1918)
- 20 يناير – جيلبرت أندرسون (مواليد 1880)
- 21 يناير – ريتشارد راسيل (مواليد 1897) سياسي أمريكي.
- 26 يناير – تشارلز ه تاتل (مواليد 1879) سياسي أمريكي.
- 28 يناير – تشاك جارلاند (مواليد 1898) لاعب كرة مضرب أمريكي.

### فبراير
- 3 فبراير – جاي سي فليبن (مواليد 1899) ممثل أمريكي.
- 8 فبراير – ليستر ستوفين (مواليد 1911) لاعب كرة مضرب من الولايات المتحدة.
- 8 فبراير – هاري فرانسيس كيلي (مواليد 1895) قاضي أمريكي.
- 15 فبراير – والاس إف جونسون (مواليد 1889) لاعب كرة مضرب أمريكي.
- 17 فبراير – أدولف بيرلي أ. (مواليد 1895) دبلوماسي أمريكي.
- 19 فبراير – فرانك هورسفال (مواليد 1906)
- 20 فبراير – ويليام لافا (مواليد 1911) ملحن أمريكي.

### مارس
- 5 مارس – ألن نيفينز (مواليد 1890)
- 6 مارس – هربرت ماكلين إيفانس (مواليد 1882)
- 7 مارس – ريتشارد مونتاغيو (مواليد 1930)
- 8 مارس – هارولد لويد (مواليد 1893)
- 11 مارس – فيلو فارنزوورث (مواليد 1906) مخترع من الولايات المتحدة الأمريكية.
- 12 مارس – روي غلين (مواليد 1914)
- 13 مارس – روكويل كينت (مواليد 1882) فنان أمريكي.
- 16 مارس – توماس ادموند ديوي (مواليد 1902) سياسي أمريكي.

### أبريل
- 21 أبريل – إدموند لوي (مواليد 1890) ممثل أمريكي.

### مايو
- 4 مايو – دونالد فان سلايك (مواليد 1883) كيميائي أمريكي.
- 25 مايو – كينيث كليبورن رويال (مواليد 1894) سياسي أمريكي.
- 28 مايو – أودي مورفي (مواليد 1925)

### يونيو
- 11 يونيو – رالف إرسكين كليلاند (مواليد 1892) عالم نبات أمريكي.
- 13 يونيو – جيمس إي ماكدونالد (مواليد 1920) فيزيائي أمريكي.
- 15 يونيو – وندل ستانلي (مواليد 1904)
- 18 يونيو – توماس جوميز (مواليد 1905) ممثل أمريكي.
- 28 يونيو – روبرت جونسون (مواليد 1899)

### يوليو
- 1 يوليو – ألفين لوفتيس (مواليد 1891) درّاج طريق من الولايات المتحدة الأمريكية.
- 3 يوليو – جيم موريسون (مواليد 1943)
- 6 يوليو – روجر آدامز (مواليد 1889)
- 6 يوليو – لويس أرمسترونغ (مواليد 1901)
- 7 يوليو – أب أيوركس (مواليد 1901) مخرج أفلام أمريكي.
- 15 يوليو – بيل طومسون (مواليد 1913)
- 17 يوليو – جيرالد ناي (مواليد 1892) سياسي أمريكي.
- 26 يوليو – ديان أربوس (مواليد 1923) مصورة من الولايات المتحدة الأمريكية.

### أغسطس
- 19 أغسطس – ماري براون (مواليد 1891) لاعبة كرة مضرب أمريكية.

### سبتمبر
- 16 سبتمبر – بيتي بويد (مواليد 1908)
- 20 سبتمبر – والاس أوسغود فين (مواليد 1893) طبيب أمريكي.
- 23 سبتمبر – بيلي جيلبرت (مواليد 1894) 1894-1971 كوميدي أمريكي وممثل.
- 25 سبتمبر – هوغو بلاك (مواليد 1886) سياسي أمريكي.

### أكتوبر
- 3 أكتوبر – لستر جيرمر (مواليد 1896) فيزيائي أمريكي.
- 3 أكتوبر – ليا بيرد (مواليد 1883)
- 10 أكتوبر – كريستوفر دارك (مواليد 1920) ممثل أمريكي.
- 11 أكتوبر – تشيستر كونكلين (مواليد 1886)
- 12 أكتوبر – دين آتشيسون (مواليد 1893) سياسي أمريكي.

### نوفمبر
- 6 نوفمبر – سبيسرد ليندساي هولند (مواليد 1892) سياسي أمريكي.
- 9 نوفمبر – مود فيلي (مواليد 1883) ممثلة أمريكية.
- 25 نوفمبر – هانك مان (مواليد 1887) ممثل أمريكي.

### ديسمبر
- 9 ديسمبر – رالف بنش (مواليد 1904) دبلوماسي أمريكي.
- 13 ديسمبر – مارغريت إنجلز (مواليد 1892) مهندسة من الولايات المتحدة الأمريكية.
- 13 ديسمبر – وارن فوستر (مواليد 1904)
- 19 ديسمبر – جاكي مورلاند (مواليد 1938)
- 20 ديسمبر – روي أوليفر ديزني (مواليد 1893)
- 29 ديسمبر – جون مارشال هارلان الثاني (مواليد 1899)
- 29 ديسمبر – ستيوارت هولمز (مواليد 1884) ممثل من الولايات المتحدة الأمريكية.
- 31 ديسمبر – بيت دويل (مواليد 1940) ممثل أمريكي.
- 31 ديسمبر – لوسيان هاوبرد (مواليد 1888)